# Soil Festivities
Soil Festivities es el duodécimo álbum de música electrónica del compositor Vangelis publicado en 1984 por el sello británico Polydor Records.

## Producción
Considerado vagamente el primero de una trilogía de discos del artista publicada a mediados de los 80, incluyendo también a Invisible Connections y a Mask ambos de 1985, Soil Festivities es un álbum conceptual cuyo tema central son los elementos naturales y los procesos vitales de la superficie terrestre.
Estilísticamente catalogado como un álbum de música ambiental que se distancia de sus composiciones previas, parte de la crítica lo considera emparentado con obras de artistas como Constance Demby, Wendy Carlos, Victor Cerullo o Yanni. En una entrevista Vangelis afirmó que el álbum se basó en su deseo de crear música y no necesariamente en la búsqueda del éxito comercial.

"Yo quería componer música no vender un millón de discos. De cualquier modo no pienso que sea posible garantizar el éxito comercial de un álbum porque nadie realmente sabe qué es comercial y qué no. Incluso si yo mismo saliera de mis propuestas para hacer un álbum más accesible al público eso no garantizaría su éxito comercial".
Vangelis (L'Autre Monde, 1980) 

## Lista de temas
| N.º   | Título       | Escritor(es) | Duración |  |
| 1.    | «Movement 1» | Vangelis     | 18:33    |  |
| 2.    | «Movement 2» | Vangelis     | 6:21     |  |
| 3.    | «Movement 3» | Vangelis     | 6:11     |  |
| 4.    | «Movement 4» | Vangelis     | 10:00    |  |
| 5.    | «Movement 5» | Vangelis     | 7:22     |  |
| 47:59 |              |              |          |  |

## Personal
- Vangelis - composición, arreglos, producción, teclados y diseño
- Alwyn Calyden - diseño
- Jeff Sutcliffe - ingeniero de sonido